# Karl J. Thomé-Kozmiensky

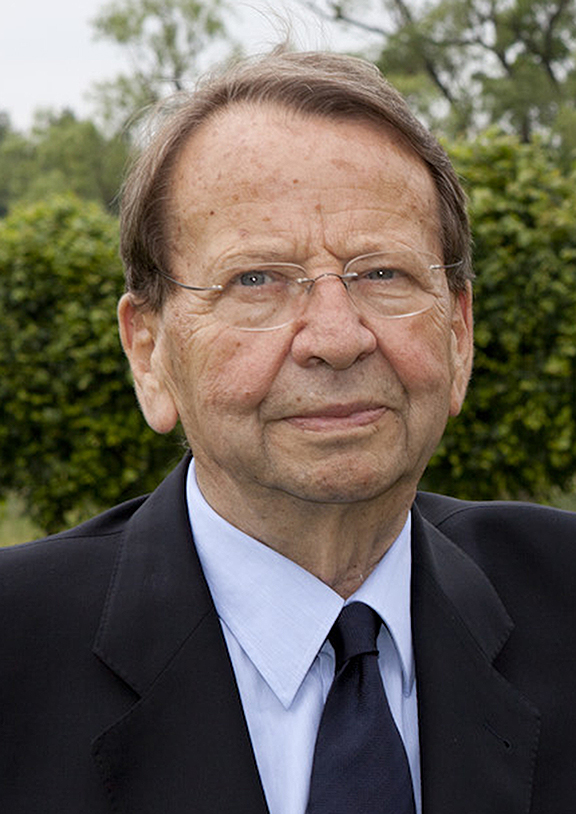
Karl J. Thomé-Kozmiensky (2011)

Karl Joachim Thomé-Kozmiensky (* 30. Oktober 1936 in Trier; † 3. November 2016 in Neuruppin) war ein deutscher Ingenieur, Professor an der Technischen Universität Berlin, Verlagsinhaber und Veranstalter von Konferenzen und Kongressen.
Thomé-Kozmiensky war – neben Oktay Tabasaran – einer der Begründer der systematischen Lehre der Abfallwirtschaft an den deutschen Universitäten.
Er war Autor und Herausgeber von mehr als hundert Büchern zu vielen Bereichen der Abfallwirtschaft.

## Werdegang
Nach einem Studium der Bergbauwissenschaften an der RWTH Aachen, der Bergakademie Clausthal und der Technischen Universität Berlin promovierte Thomé-Kozmiensky 1968. Im Jahr 1972 folgte die Habilitation und Ernennung zum Privatdozenten sowie die Ernennung zum Professor für das Fachgebiet Bergschadenkunde. 1973 erhielt er die Zweitmitgliedschaft im Fachbereich 21 Umwelttechnik an der Technischen Universität Berlin. Zur gleichen Zeit begannen seine Forschungsarbeiten im Fachgebiet Abfallwirtschaft. 1974 bis 2003 hatte er den Lehrstuhl für Abfallwirtschaft an der Technischen Universität Berlin inne. 1978 wurde ihm die Professur für Abfallwirtschaft zugewiesen. Im Jahr 2002 wurde Thomé-Kozmiensky die Ehrendoktorwürde durch die Montanuniversität Leoben verliehen.
Anfang der 1970er Jahre gründete Thomé-Kozmiensky ein eigenes Ingenieurbüro und erstellte in der Folge  Gutachten u. a. für Verbände, Unternehmen und Städte/Gemeinden – vor allem in Berlin und Wien – zu Themen der thermischen Abfallbehandlung (Verbrennung, Pyrolyse, Vergasung). 1973 begann er die Beratungstätigkeit und Leitung des TK Verlags (anfangs unter dem Namen E. Freitag Verlag und später EF-Verlag) aufzunehmen. 1975 trat er mit einem Vortrag zum Thema Neue Technologien in der Abfallbeseitigung erstmals als Referent auf einer Fachkonferenz auf. 1977 veröffentlichte er das erste Fachbuch, zeitgleich mit der ersten von ihm organisierten Fachkonferenz.
Von 1988 bis 1998 war er Herausgeber und Chefredakteur der Zeitschrift AbfallwirtschaftsJournal. Von 2008 bis zu seinem Tod hatte er die Position des Chefredakteurs der Fachzeitschrift ReSource (zuvor Müllmagazin) inne.
Strategische und technische Beratung betrieb er mit eigenem Ingenieurbüro bis 2015. Außerdem war er  Mitglied des Aufsichtsrates der Berliner Stadtreinigungsbetriebe (BSR) von 1994 bis 2004.

## Kongresse und Konferenzen
Karl J. Thomé-Kozmiensky organisierte und leitete nationale und internationale Kongresse und Konferenzen, die sich den Themen der thermischen Verfahren der Abfallbehandlung, Klärschlammentsorgung, Recycling und Rohstoffe, Produktverantwortung, Ersatzbrennstoffherstellung und -verwertung, Deponie und Altlastensanierung sowie Planung und Akzeptanz widmeten.
Zu den bekanntesten Veranstaltungen zählen der International Recycling Congress (IRC) (1979 bis 2001, bis zu 3.000 Teilnehmer) und die Berliner Abfallwirtschafts- und Energiekonferenz (seit 2005, bis zu 500 Teilnehmer), die von vielen Teilnehmern als Klassentreffen der Abfallverbrenner bezeichnet wird.

## Vorträge
- Verbrennung als Verfahrensbestandteil von Recyclingprozessen – Chancen und Grenzen des Recyclings. DepoTech, Leoben
- Die Deponie als notwendige Schadstoffsenke in der modernen Abfallwirtschaft. 1. Nationale Deponietagung, Zürich
- Waste to Energy. Solid Waste, Water and Waste Water Congress, Istanbul
- Recycling und Abfallverbrennung – kein Widerspruch –. 8. Sächsischer Kreislaufwirtschaftstag, Freiberg
- Status of Waste-to-Energy in Europe. Wtert Annual Meeting Europe; Waste-to-Energy in Eastern Europe, Brno, Czech Republic
- Beitrag der energetischen Abfallverwertung zur Energieversorgung. Vortrag GASAG Summer-School
- Einsatz ausgewählter Abfälle zur stofflichen und energetischen Verwertung. 41. Kraftwerkstechnisches Kolloquium, Dresden
- Verbrennung von gemischten und aufbereiteten Abfällen – Akzeptanz in Deutschland. Türkisch-Deutsche Abfalltage, Izmir
- Verbrennung von gemischten und aufbereiteten Abfällen – Akzeptanz in Deutschland. Klima- und Ressourenschutzkonferenz, Würzburg
- Ersatzbrennstoffherstellung und -verwertung in Deutschland. 20. Kasseler Abfallforum und Bioenergieforum, Kassel
- Wirbel im Entsorgungsmarkt? – Thesen zur Entwicklung der deutschen Entsorgungswirtschaft –. 12. Tagung Siedlungsabfallwirtschaft Magdeburg
- Stellung, Möglichkeiten und Probleme der MBA in der Abfallwirtschaft. 5. ASA-Abfalltage, Hannover
- Verbrennung oder mechanisch-biologische Abfallbehandlung. 4th Conference on Waste Management, Ljubljana, Slowenien

## Veröffentlichungen
Zahlreiche Fachbeiträge zu verschiedenen Themen der Abfallwirtschaft mit den Schwerpunkten Strategie, Öffentlichkeitsarbeit und Akzeptanz sowie Technik der Abfallbehandlung einschließlich Recycling und Energie aus Abfall.

### Enzyklopädien
- Thermische Abfallbehandlung (1994)
- Kreislaufwirtschaft (1994)
- Management der Kreislaufwirtschaft (1995)
- Verfahren und Stoffe der Kreislaufwirtschaft (1995)
- Biologische Abfallbehandlung (1995)
- Klärschlammentsorgung (1998)

### Fachbücher
- Energie aus Abfall (2006 bis 2017, Buchreihe wird fortgesetzt)
- Strategie Planung Umweltrecht (2008 bis 2017)
- Recycling und Rohstoffe (2008 bis 2017, Buchreihe wird fortgesetzt)
- Mineralische Nebenprodukte und Abfälle – Aschen, Schlacken, Stäube und Baurestmassen (2014 bis 2017, Buchreihe wird fortgesetzt)
- Waste Management (2010 bis 2017, Buchreihe wird fortgesetzt)
- Erneuerbare Energien (2009 bis 2011)
- Ersatzbrennstoffe (2001 bis 2005)
- Planung von Abfallverbrennungsanlagen und Ersatzbrennstoffkraftwerken
- Produktverantwortung
- Optimierung der Abfallverbrennung (2003 bis 2006)
- Recycling International (1982 bis 1989 – teils englisch und deutsch)
- Deponie (1987 bis 1989)
- Altlasten (1987 bis 1989)
- Behandlung von Sonderabfällen (1987 bis 1990)
- Müllverbrennung und Umwelt (1985 bis 1991)